# ستاره هوتی
ستاره هوتی (به چکی: Staré Hutě) یک منطقهٔ مسکونی در جمهوری چک است که در ناحیه اوهرسکه هرادیشتی واقع شده‌است. ستاره هوتی ۷٫۳۶ کیلومتر مربع مساحت و ۱۳۷ نفر جمعیت دارد و ۳۹۳ متر بالاتر از سطح دریا واقع شده‌است.

## نگارخانه

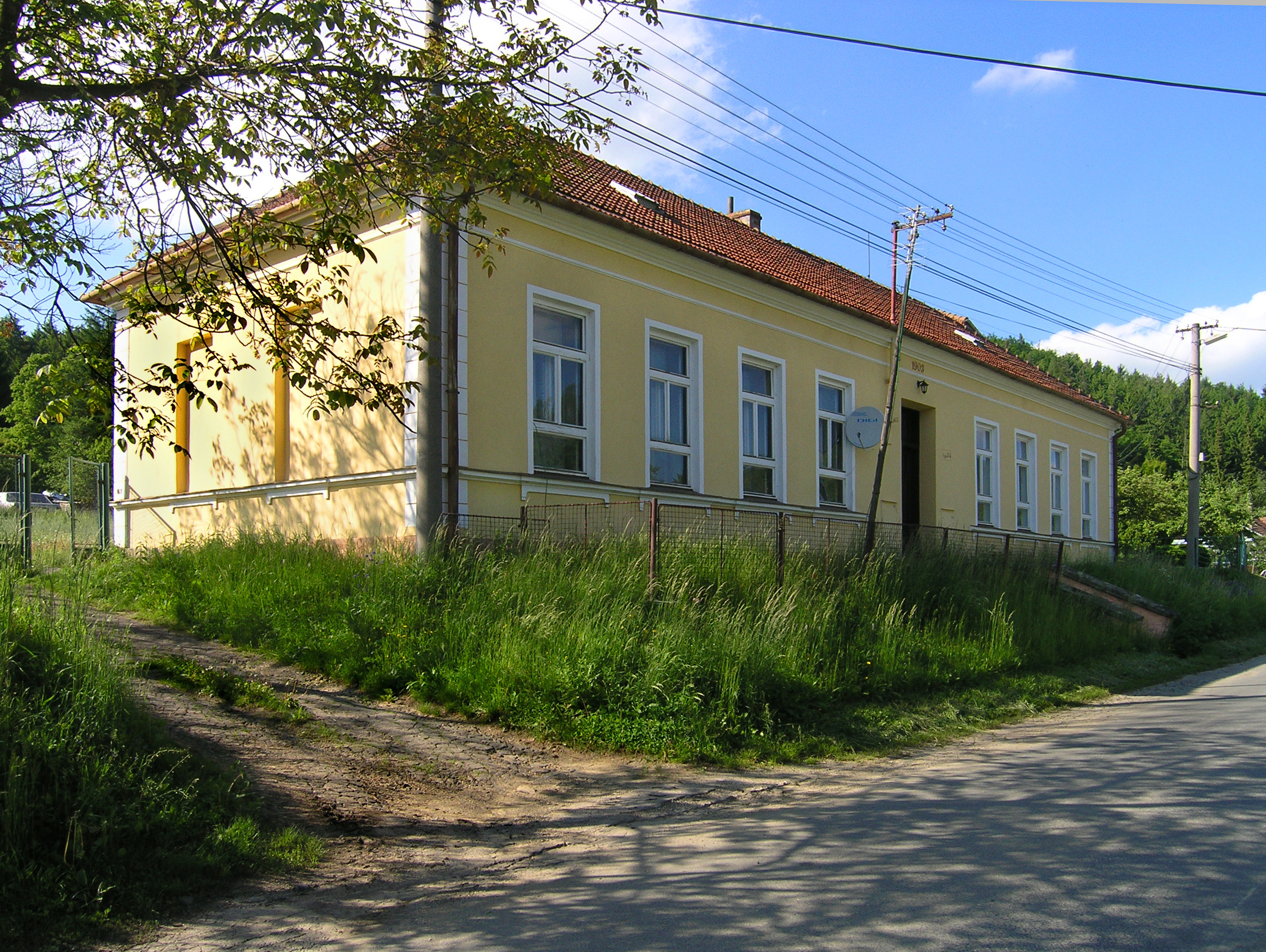
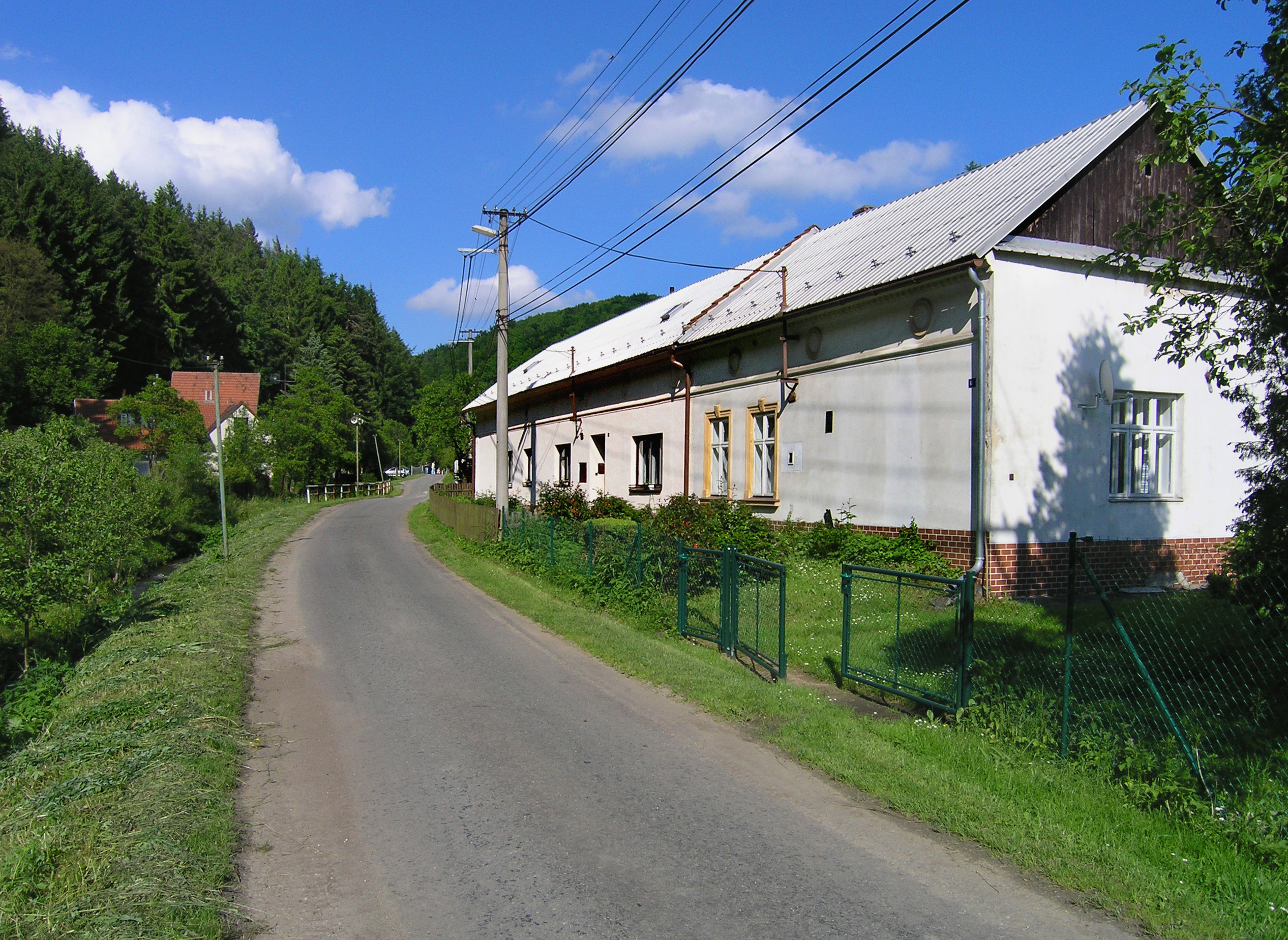